# カリアティード

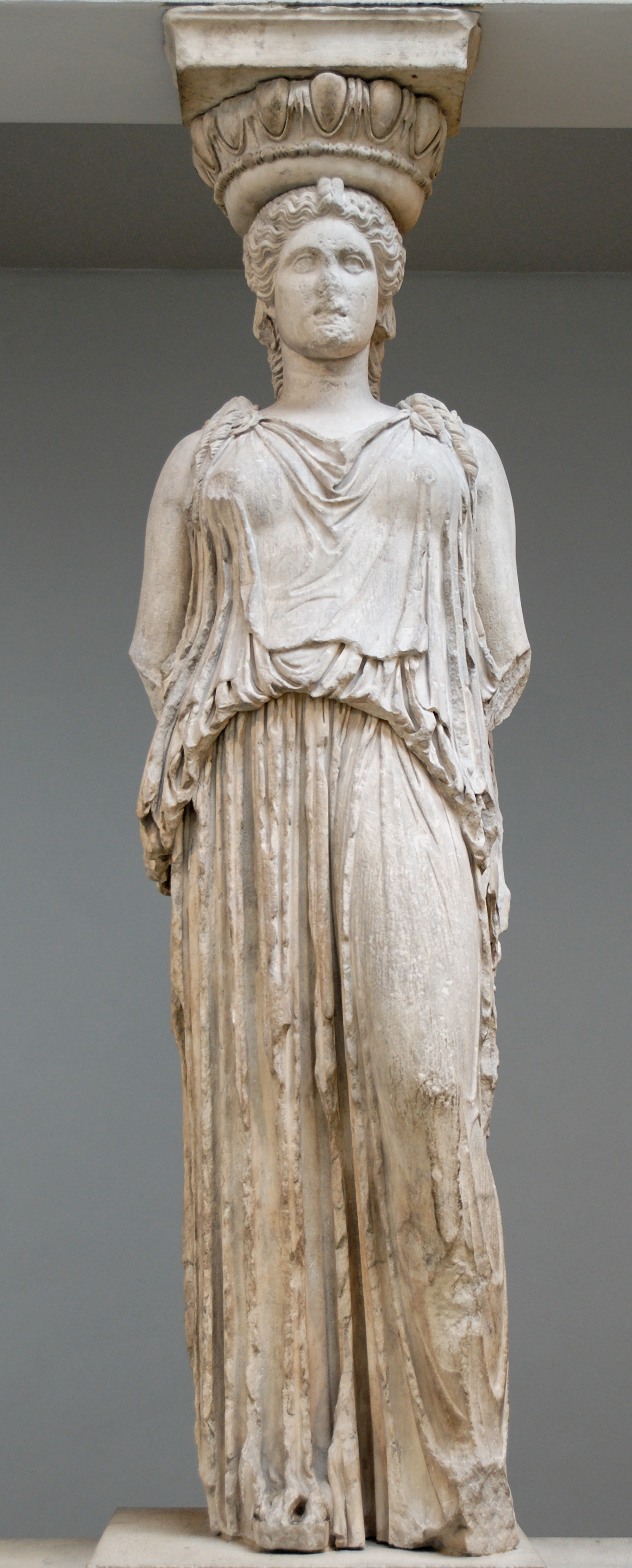
エレクテイオンのカリアティード（大英博物館）

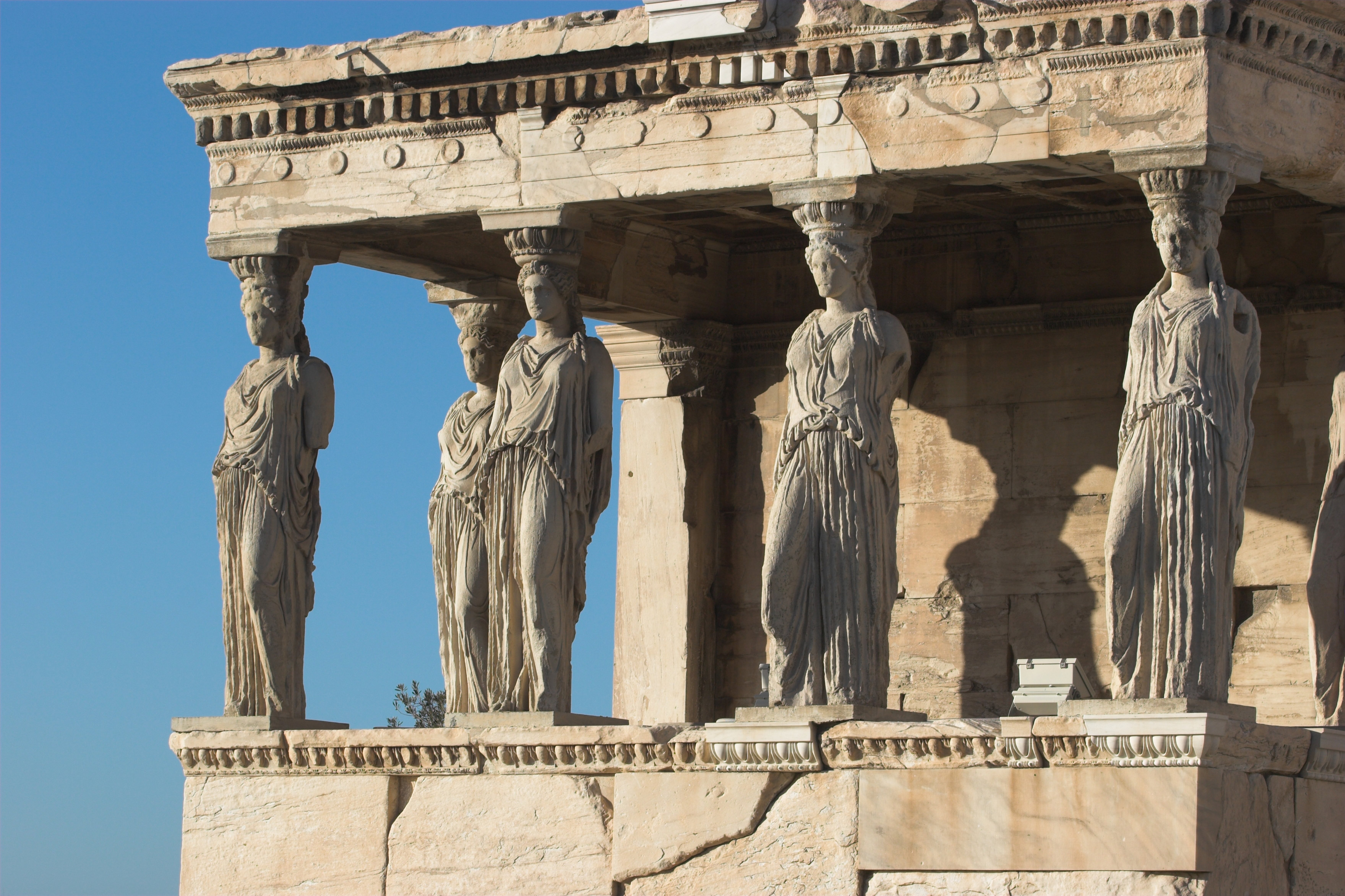
エレクテイオンのカリアティード・ポーチ（アテネ、紀元前421年 - 紀元前407年）

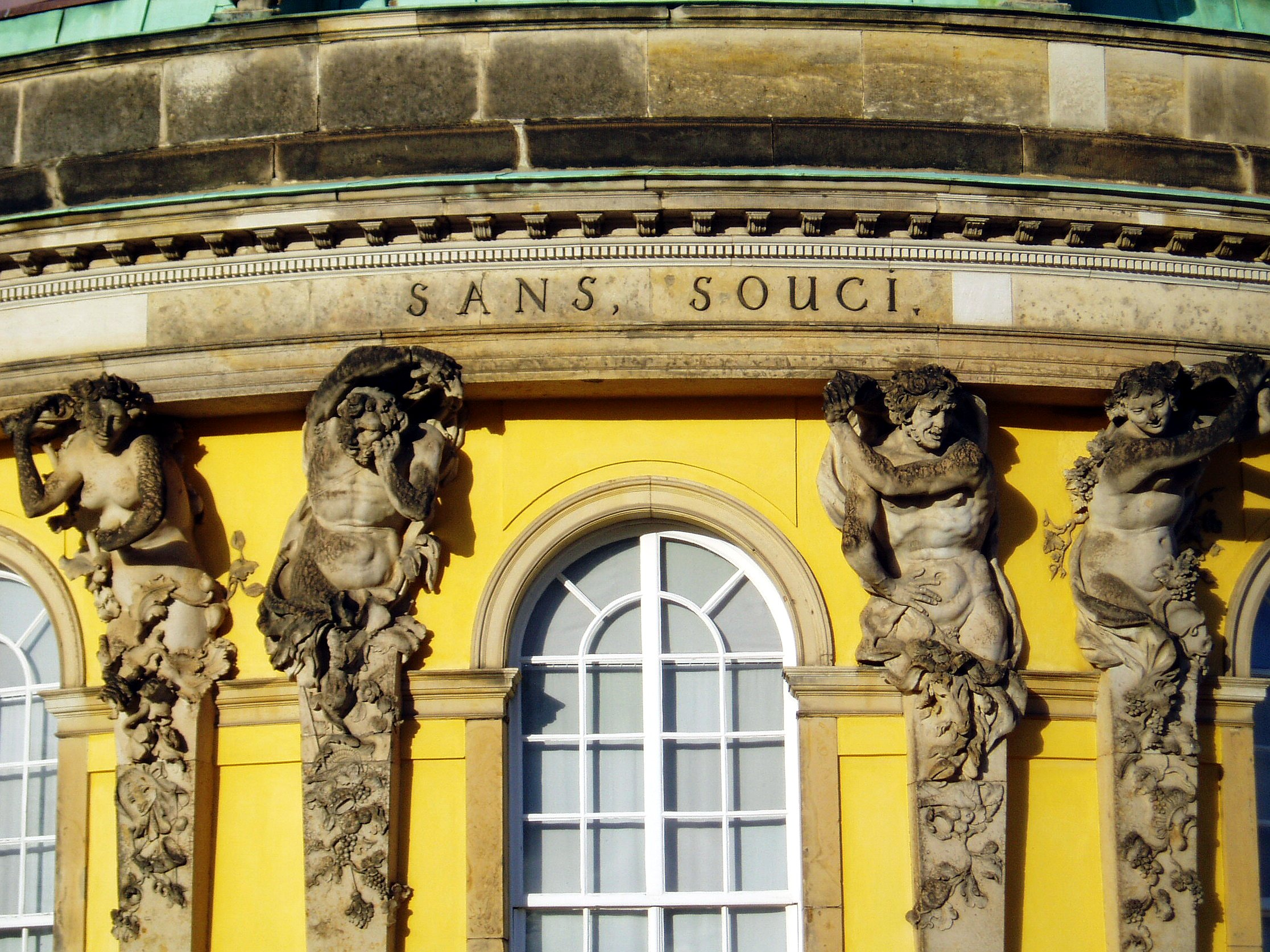
フリードリヒ2世の城サンスーシ宮殿にあるバロック後期のカリアティードとアトラスの半身像（ポツダム）

カリアティード（caryatid、ギリシア語: Καρυάτις）は、頭上のエンタブラチュアを支える柱の役目を果たす女性の立像。複数形はカリアティデス（Karyatides、ギリシア語: Καρυάτιδες）。女像柱、女人像柱ともいう。ギリシア語のカリュアティデスは本来「カリュアイの乙女たち」を意味する。カリュアイはペロポネソス半島の古代の町で、そこにはアルテミス・カリュアティスとしての女神アルテミスを祭った神殿があった。カリュアティス（Karyatis）＝「カリュアイの乙女」はアルテミスの形容語句でもあり、「アルテミスは《カリュアイの乙女》としてクルミの木の村カリュアイの踊りに興じ、《カリュアイの乙女》たちは輪になって、頭に青い葦の飾りを載せ、自ら踊る植物のようになって踊り狂った」という。

## 古代における例
初期の例として紀元前6世紀のデルポイの宝物庫のものがあるが、女人像を柱として使う形式の起源はさらに古く、儀式用水鉢、フェニキアからもたらされた象牙製の手鏡の持ち手、アルカイック期の着衣像よりも古い。最も有名なカリアティードとしては、アテナイのアクロポリスの丘にあるエレクテイオンの6体のカリアティードのポーチがある（右の写真）。
元々の6体の像のうちの1つは、19世紀初期にエルギン卿がそこから取り外し、現在はロンドンの大英博物館にある。他の5体の像は現場で複製と置換され、本物はアクロポリス博物館に置かれている。
古代ローマでもエレクテイオンのカリアティードの複製を作り、ローマのアウグストゥスのフォルムとパンテオン、ティヴォリのヴィッラ・アドリアーナにそれらが設置された。他にもアッピア街道に面した場所にTownley Caryatidがある。

## ルネサンス以降
近世になると、カリアティードを建物のファサードの装飾として取り入れたり、暖炉の装飾に取り入れたりする例が見られるようになった。内装に用いるという新たな使用法は古代にはなかったものである。内装に採用した初期の例として、1450年ごろに作られたヴェネツィアのドゥカーレ宮殿にある大きな暖炉の脇柱に、ヘーラクレースとイオレーの像を彫った柱を使った例がある。16世紀には、建築家で彫刻家のヤーコポ・サンソヴィーノがパドヴァ近郊の Villa Garzoni で、大理石製暖炉の棚を支える女人像2体を製作した。暖炉のカリアティードについての最初の文献は1615年、パッラーディオの弟子ヴィンチェンツォ・スカモッツィの著書 Idea della archittura universale であり、暖炉についての章を設けてカリアティードについて記している。スカモッツィ自身も王族や重要人物の住宅を建設する際にカリアティード付きの暖炉をいくつか作っている。
16世紀、セバスティアーノ・セルリオの建築に関する論文にも見られるように、カリアティードはフォンテーヌブロー派やアントウェルペンの彫刻師たちの表現した北方マニエリスム様式 (en) の装飾として定着した。17世紀初頭のイングランドではジャコビアン時代の室内装飾として使われた例がある。スコットランドでの初期の例としては、マッカルズ城の大ホールの炉上の棚飾りがある。カリアティードはドイツバロック様式でも採り入れられ、新古典主義ではより制限された「ギリシア」風の形式に作りなおされた。例えば、ロンドンの St Pancras New Church（1822年）のポーチにある4体のテラコッタ製カリヤティードがある。現在はシカゴ科学産業博物館となっている1893年完成の建物は、ファサードに多数のカリアティードを並べていた。新古典主義では、着衣像を燭台やテーブルの脚の装飾に使うことが定番となった。

## 起源
カリアティードの語源は明らかではない。最古の文献は古代ローマの建築家ウィトルウィウスのもので、ラテン語の caryatides という形で記されている。紀元前1世紀の著書『建築について』(I.1.5) の中で彼は、エレクテイオンの女人像柱はラコニアのスパルタ近郊の町カリュアエ（カリュアイ）の女たちが、ペルシア戦争でアテナイを裏切ってペルシア側についたため、奴隷とされ処罰されたことを表していると記している。しかし、このウィトルウィウスの説明は疑わしい。なぜならペルシア戦争以前から、女人像柱はギリシアや古代中東で装飾として使われていたことがわかっているからである。
古代のカリュアイ（「クルミの木」の意）はスパルタに隣接する6つの村の1つで、スパルタ王メネラーオスの妻ヘレネーの故郷とされている。カリュアイの娘たちは特に美しく、背が高く、強く、しかも強い子を産むとされていた。
頭にカゴを載せたカリアティードはカネフォロス (Kanephoros) と呼ばれ、女神アテーナーとアルテミスの宴会で神聖なものを運んだ少女を表している。エレクテイオンは古代アテナイ王を祭った神殿であり、したがってカリヤティードはカリュアイでアルテミスに仕えた女性神官を意味する可能性もある。地名学的にはヒュライやアテーナイなども複数形の女性名詞であり、カリュアイもミケーネ文明期の「クルミの木の婦人たち」を意味する地名と考えられる。
後に、女人像柱に対応する男像柱としてテラモーン（telamon、複数形は telamones）またはアトラス（atlas、複数形はatlantes）が考案された。アトラースは天の蒼穹を肩で支える神である。記念碑的な男像柱のある建物としては、シチリアのアグリジェントにあるオリュンピアのゼウス神殿がある。